# Molitva
 Ovo je glavno značenje pojma Molitva. Za pobjedničku pjesmu Pjesme Eurovizije 2007. pogledajte Molitva (pjesma).
Molitva je religiozni čin izgovaranja određenog teksta, u kojem se vjernici obraćaju Bogu.
Moliti znači razgovarati s Bogom i zadržavati se s njim, zahvaljivati, klanjati se, iznositi svoja razmišljanja i osjećaje, moliti ga nešto, slaviti ga i davati zadovoljštinu.
Čitava se vjera zasniva na molitvi. Ona je održava i utvrđuje u privatnom i javnom životu.  
Katolici se, osim Bogu, mole i Blaženoj Djevici Mariji, svecima i anđelima čuvarima. 
Na kraju molitve kaže se amen, kao riječ potvrđivanja, što znači "neka bude".
Među najpoznatijim molitvama su: kršćanska molitva Oče naš, koju je prvi molio Isus Krist, katoličke molitve Zdravo Marijo, Slava Ocu, Nicejsko-carigradsko vjerovanje, pravoslavna molitva Kyrie, i budističke mantre.

## Vanjske poveznice
- Sveti Petar Alkantarski: O molitvi i razmatranju, Split, 2001.  Arhivirana inačica izvorne stranice od 19. travnja 2016. (Wayback Machine)

### Ostali projekti
|  | Zajednički poslužitelj ima još gradiva o temi Molitva |
|  | Wikizvor ima izvorni tekst Molitva                    |